# Vignol
Vignol is een gemeente in het Franse departement Nièvre (regio Bourgogne-Franche-Comté) en telt 80 inwoners (2009). De plaats maakt deel uit van het arrondissement Clamecy.

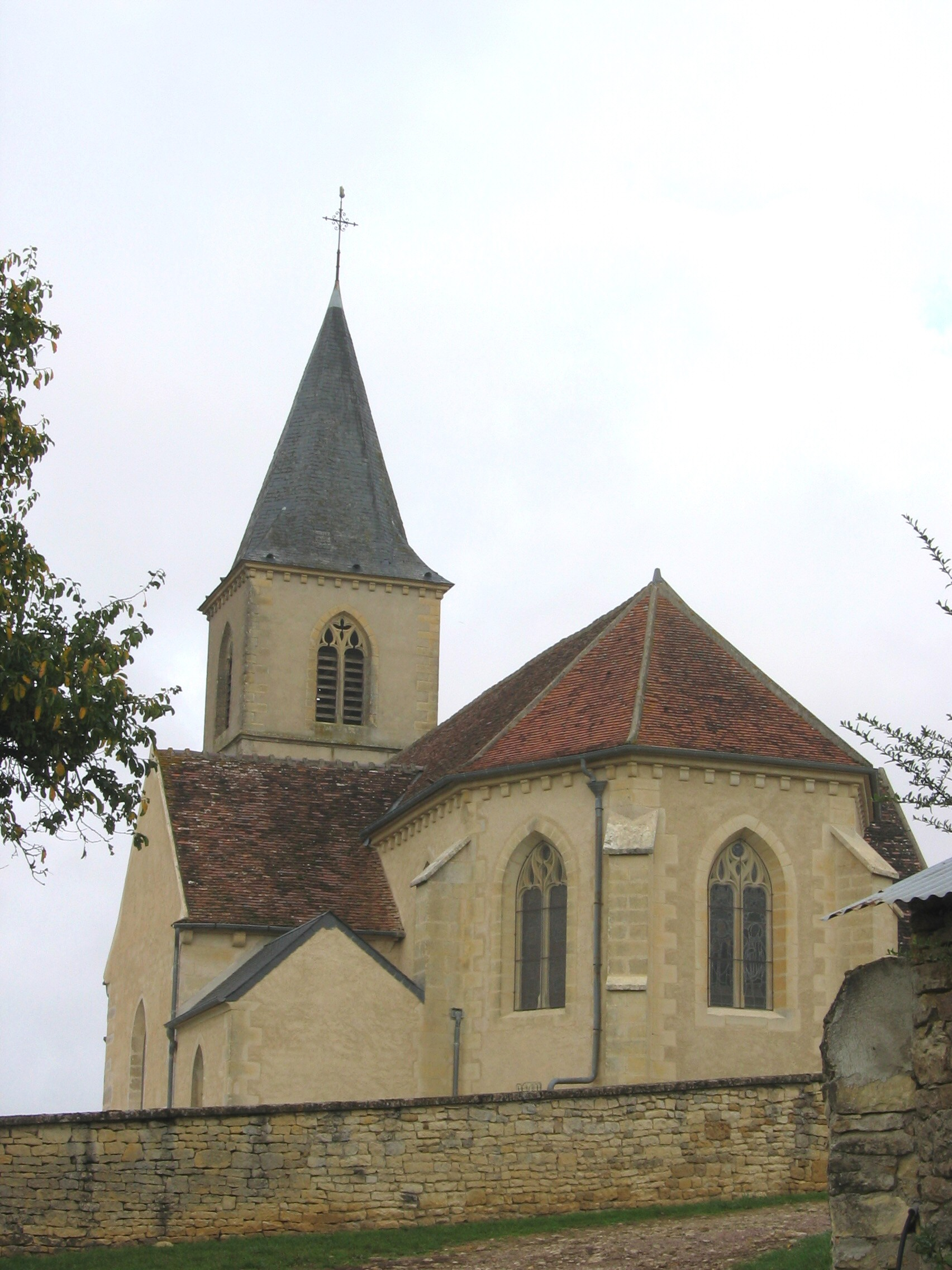
Kerk in Vignol
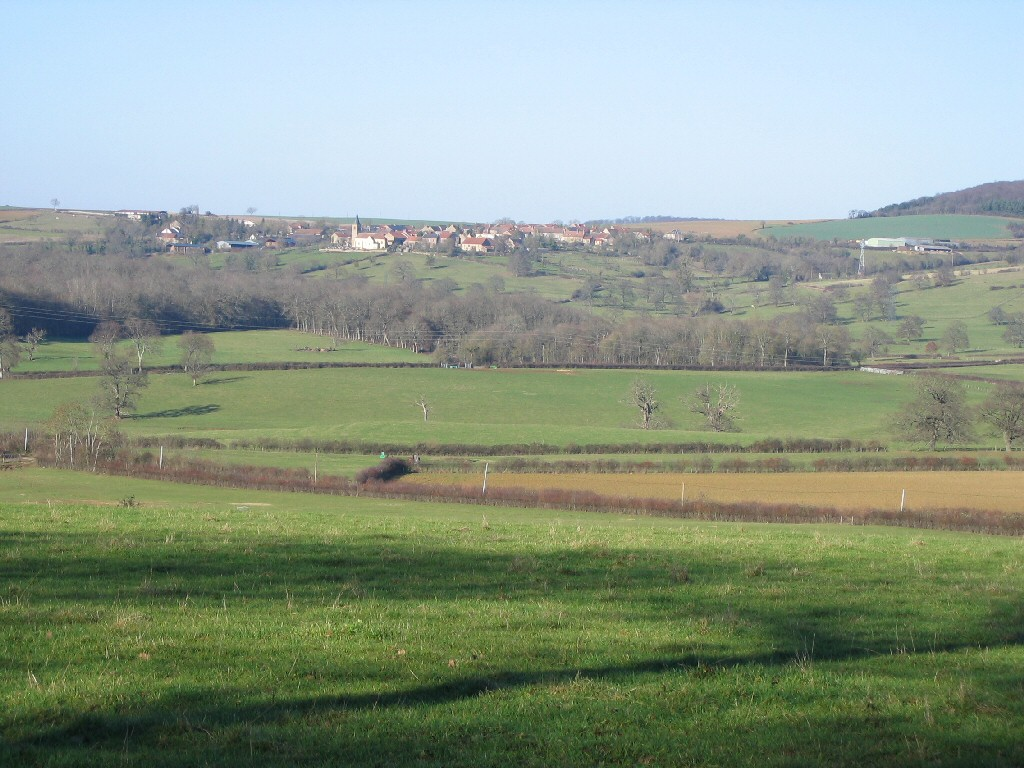
Vignol

## Geografie
De oppervlakte van Vignol bedraagt 8,7 km², de bevolkingsdichtheid is 8,9 inwoners per km².
De onderstaande kaart toont de ligging van Vignol met de belangrijkste infrastructuur en aangrenzende gemeenten.

## Demografie
Onderstaande figuur toont het verloop van het inwonertal (bron: INSEE-tellingen).